# Gotterbauertum
Das Gotterbauertum (russisch Богостроительство / Bogostroitelstwo, wiss. Transliteration Bogostroitel'stvo) ist eine philosophische Strömung des russischen Marxismus. 
Das Gotterbauertum wurde im ersten Jahrzehnt des 20. Jahrhunderts von russischen Schriftstellern entwickelt. Ziel war eine Verbindung von religiösen Ideen (insbesondere des Christentums) mit denen des Marxismus. Gott sollte nicht als überweltliches Wesen gesucht werden, sondern aus der Kraft der menschlichen Gemeinschaft erbaut werden. Das Gotterbauertum galt als eine Auslegung der marxistischen Philosophie in religiöser Bahn. Seine wichtigsten Vertreter in den Reihen der russischen Sozialdemokratie waren Anatoli Wassiljewitsch Lunatscharski und Wladimir Alexandrowitsch Basarow sowie die Schriftsteller Maxim Gorki und Alexander Alexandrowitsch Bogdanow.
Maxim Gorki vertrat in einer Glosse für die französische Zeitschrift Mercure de France die Position der Gotterbauer gegenüber Georgi Plechanow, der die Position vertrat, die Religion habe keine Zukunft und werde in einer sozialistischen Gesellschaft verschwinden. Anatoli Lunatscharski publizierte 1908 eine zwei Bände umfassende Abhandlung zum Gotterbauertum unter dem Titel „Religion und Sozialismus“ (Religija i sozialism). Gorki verarbeitete das Thema in seinem Roman „Eine Beichte“ (Ispowed) und wurde dafür von dem mit ihm befreundeten Lenin scharf kritisiert.
Aus Sicht der Bolschewiki wurde das Gotterbauertum als Irrweg und Abweichung von der Parteilinie betrachtet. Für Teile der Gotterbauer war ihre Lehre lediglich ein Mittel, um dem tief religiös geprägten russischen Volk die Idee des Sozialismus zugänglich zu machen. 

### Primärliteratur
- Mercure de France, Nr. 233, T. LXVI, Mars-Avril 1907, S. 592–595, 617–619. (Beiträge Gorkis und Plechanows zur Diskussion über die Bedeutung der Religion)
- Анатолий Луначарский: Религия и социализм. Сповник, Санкт-Петербург 1908.
- Maxim Gorki: Eine Beichte (Originaltitel: Ispovedj, übersetzt von August Scholz), Roman, Aufbau Verlag, Berlin 1952, DNB 451620038.

### Sekundärliteratur
- Krisztina Mänicke-Gyöngyösi: „Proletarische Wissenschaft“ und „sozialistische Menschheitsreligion“ als Modelle proletarischer Kultur. Zur linksbolschewistischen Revolutionstheorie A.A. Bogdanovs und A.V. Lunačarskijs (= Philosophische und soziologische Veröffentlichungen, Band 19). Harrassowitz, Wiesbaden  1982, ISBN 3-447-02251-5 (Dissertation FU Berlin 1981).
- Raimund Sesterhenn: Das Bogostroitel'stvo bei Gor'kij und Lunačarskij bis 1909. Zur ideologischen und literarischen Vorgeschichte der Parteischule von Capri (= Slavistische Beiträge, Band 158). Sagner, München 1982, ISBN 3-87690-240-1 (Dissertation Universität Freiburg im Breisgau 1981). Online abrufbar